# 大坂志郎
大坂 志郎（おおさか しろう、1920年2月14日 - 1989年3月3日）は、日本の俳優である。

## 来歴・人物
秋田県能代市に生まれる。旧制・日本大学第二中学校を中退し、「新築地劇団」研究生になる。その後、早稲田高等工学校機械科を卒業、満州国鞍山市の昭和製鋼の社員を経て、1942年、松竹俳優研究所に入所し、1943年の吉村公三郎監督の『開戦の前夜』でデビューする。
応召するが戦後松竹に復帰し、1946年に「日本映画史上最初の接吻映画」と騒がれた『はたちの青春』で幾野道子とガーゼ越しのキスシーンを演じ、話題になる。
清水金一や柳家金語楼などの喜劇への出演も多く、1952年には『新婚の夢』という喜劇タッチの小品に主演。
小津安二郎の『東京物語』には末弟役で出演した。
1955年、川島雄三監督と共に日活に移る。主演級で迎えられるが、石原裕次郎らの台頭によりアクション映画が主流になると、脇役での出演が多くなり、オールラウンドのバイプレーヤーとして起用された。
テレビドラマでは『七人の孫』での加藤治子との名夫婦役を筆頭に、多くのホームドラマに起用。
『大岡越前』には長年レギュラー出演した。テレビに専心するようになってからは、おっとりと優しい中高年男性を持ち役とし、長く茶の間に親しまれ続けた。
共演が多いのは上記の加藤のほかに石立鉄男がおり、石立主演の作品にもたびたび登場（『おひかえあそばせ』『パパと呼ばないで』『雑居時代』など）。
また、森繁久彌との共演も多かった（『七人の孫』、『青春をわれらに』、『S・Hは恋のイニシァル』によるナショナル劇場（TBS）、『山盛り食堂』（NTV）や『だいこんの花シリーズ』『どてかぼちゃ』『天山先生本日も多忙』（NET→テレビ朝日）、『ガンコおやじに敬礼!』（TBS）など）。
1988年7月に胃癌のため、胃の除去手術を行い復帰するも、1989年2月末に食道癌のため、東京医科大学病院に入院。同年3月3日午前11時22分に同病院で死去した。69歳没。

## 出演

### 映画

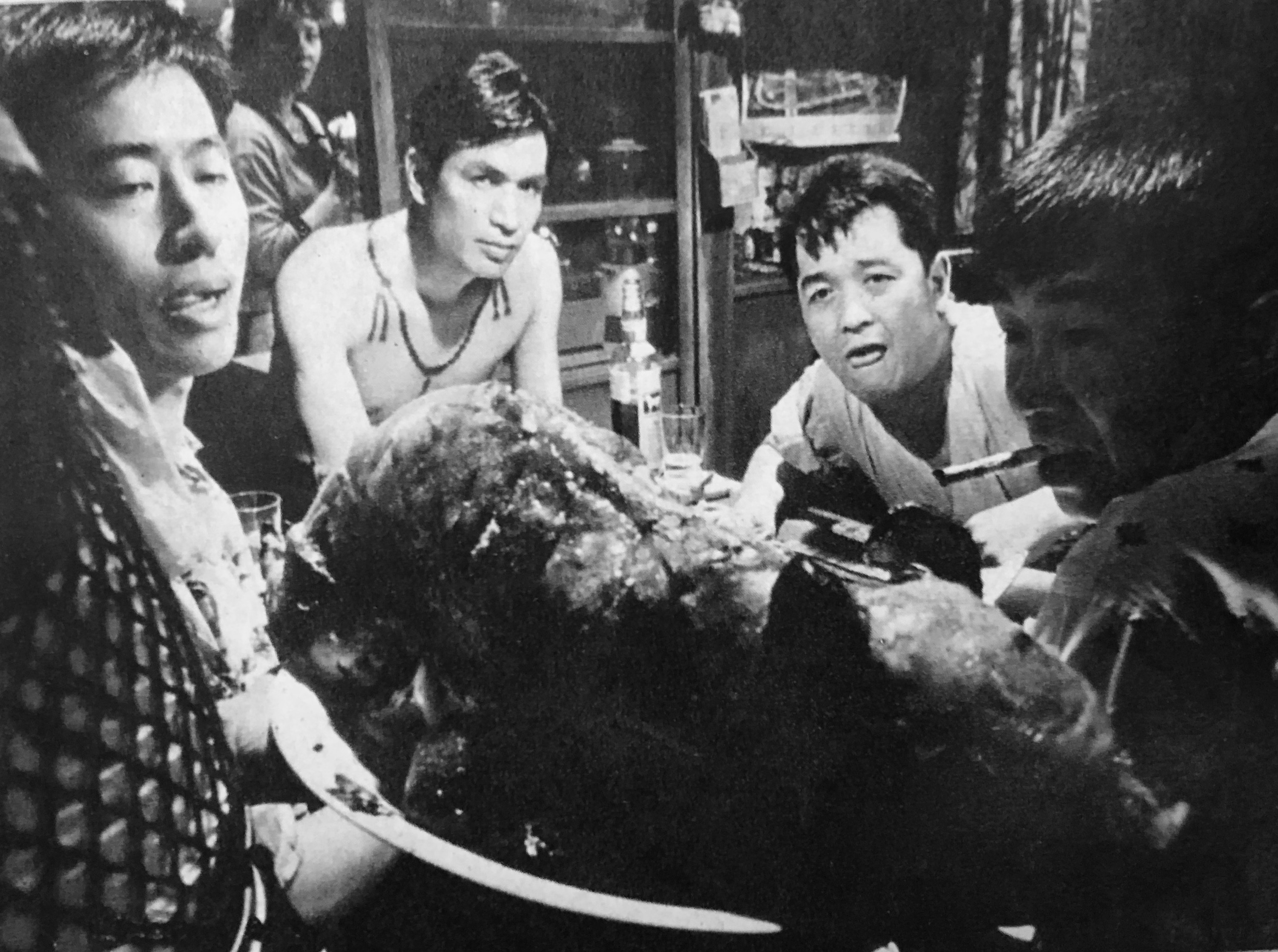
『豚と軍艦』（1961年）
手前右から2人目が大坂。

- 開戦の前夜（1943年、松竹）憲兵曹長 - 映画初出演作
- 家に三男二女あり（1943年、松竹）三男三郎
- 大曾根家の朝（1946年、松竹）大曾根家三男 隆
- はたちの青春（1946年、松竹）啓吉
- 弥次喜多凸凹道中（1948年、松竹）喜多八
- シミ金の探偵王（1948年、松竹）藤川
- 陽気な街（1948年、松竹）直島
- 悲しき口笛 (1949年 松竹) 松ちゃん
- 女性対男性（1950年、東宝）坂口敏之
- 早春二重奏（1952年、松竹）武田誠二
- 相惚れトコトン同志（1952年、松竹）画家小机
- 新婚の夢（1952年、松竹）進藤新介（主演）
- 未完成結婚曲（1952年、松竹）正宗友三
- 花咲く我が家（1952年、松竹）森川家次男 正二
- 学生社長（1953年、松竹）ダイナマイトのジョー
- 花嫁花婿寝言合戦（1953年、松竹）村山雄二（主演）
- おもかげの歌（1953年、松竹）隼の三吉（主演）
- 新東京行進曲（1953年、松竹）遠藤良雄
- 決闘（1953年、松竹）渡辺
- きんぴら先生とお嬢さん（1953年、松竹）山根五郎太
- 東京物語（1953年、松竹）平山敬三
- “めでたい風景”より 新婚天気図（1954年、松竹）佐久間菊平（主演）
- 君の名は 第三部（1954年、松竹）副島渡
- 水戸黄門漫遊記 天晴れ浮世道中（1954年、松竹）渥美格之進
- 忠臣蔵 花の巻・雪の巻（1954年、松竹）- 武林唯七
- 奥様多忙（1955年、松竹）桜井健太郎（主演）
- この世の花（1955年、松竹）
- 浪人吹雪（1955年、松竹）武林唯七
- 続警察日記（1955年、日活）田代刑事
- 銀座二十四帖（1955年、日活）望月三太郎
- 朝やけ決戦場（1956年、日活）魚住孫次郎（主演）
- 愉快な仲間 赤ちゃん特急（1956年、日活）大吉（主演）
- 俺は犯人じゃない（1956年、日活）西島政吉（主演）
- 死の十字路（1956年、日活）相馬良介・南重吉（二役）
- 殺人計画完了（1956年、日活）万松寺君磨
- 火の鳥 (1956年、日活)（特別出演)
- わが町（1956年、日活）曽木新太郎
- ニコヨン物語（1956年、日活）耕介
- 泣け!日本国民 最後の戦斗機（1956年、日活）遠藤中尉
- お転婆三人姉妹 踊る太陽（1957年、日活）兼子さん
- 孤獨の人（1957年、日活）栗本主任
- 素足の娘（1957年、日活）秀文
- 肉体の悪夢（1957年、日活）黒田清隆
- 雌花（1957年、日活）早川彰
- 十代の罠（1957年、日活）多木五郎（主演）
- 夫婦百景（1958年、日活）大川蒼馬（主演）
- 地獄の罠（1958年、日活）今枝刑事
- 明日は明日の風が吹く（1958年、日活　主演：石原裕次郎）平戸寅次郎
- 素晴しき男性（1958年、日活　主演：石原裕次郎）佃真一郎
- 明日を賭ける男（1958年、日活）白藤大四郎（主演）
- 赤い波止場（1958年、日活　主演：石原裕次郎）野呂刑事
- 続 夫婦百景（1958年、日活）大川蒼馬（主演）
- 大阪の風（1958年、日活）大川清吉
- 紅の翼（1958年、日活　主演：石原裕次郎）西脇徹
- 不道徳教育講座（1959年、日活）相良文平・藤村良助（二役・主演）
- 網走番外地（1959年、日活）藤山修造
- 才女気質（1959年、日活）市松
- 東京の孤独（1959年、日活）大貫哲也
- 若い豹のむれ（1959年、日活）宮川周平
- かわいい女（1959年、日活）倉田温郎
- ゆがんだ月（1959年、日活）木元明・木本宏（二役）
- 青春蛮歌（1959年、日活）根本五郎雄
- 風のある道（1959年、日活）竹島高秋（主演）
- 硫黄島（1959年、日活）片桐正俊（主演）
- 男が命を賭ける時（1959年、日活）図師刑事
- 俺は欺されない（1960年、日活）李万金
- 打倒（1960年、日活））野中修一
- あじさいの歌（1960年、日活）藤村義一郎
- 赤い夕陽の渡り鳥（1960年、日活）越谷大造
- 疾風小僧（1960年、日活）ヒゲの六条
- 錆びた鎖（1960年、日活）水原泰三
- 青年の樹（1960年、日活）
- ずらり俺たちゃ用心棒（1961年、日活）筒井医師
- 街から街へつむじ風（1961年、日活）坂崎
- 東から来た男（1961年、東宝）野原耕太郎
- 有難や節 あゝ有難や有難や（1961年・日活）竜光和尚
- 草を刈る娘（1961年、日活）金作
- 豚と軍艦（1961年、日活）星野
- 黒い傷あとのブルース（1961年、日活）小牧竜造
- 五人の突撃隊（1961年、大映）野上大隊長
- 男と男の生きる街（1962年、日活）坂ロ
- 人間狩り（1962年、日活）房井末吉
- 川は流れる（1962年、松竹）三谷弘太郎
- 零戦黒雲一家（1962年、日活）海野貞平
- 僕チン放浪記（1962年、松竹）前田雄一
- 若い人（1962年、日活）山川ドクター
- 金門島にかける橋（1962年、日活）王哲文
- 愛と死のかたみ（1962年、日活）中沢所長
- 大氷原（1962年、日活）金沢源造
- 花と竜（1962年、日活）大庭春吉
- 海の鷹（1963年、日活）室戸
- 旗本やくざ 五人のあばれ者（1963年、東映）大河内善兵衛
- 夜の勲章（1963年、日活）岩井刑事
- この首一万石（1963年、東映）助十
- 伊豆の踊子（1963年、日活）栄吉
- 男の紋章（1963年、日活）勘三
- 関東遊侠伝（1963年、日活）トギ安
- 波浮の港（1963年、日活）吾郎
- 関の弥太っぺ（1963年、東映）堺の和吉
- 東海遊侠伝（1964年、日活）仁助
- ジャコ萬と鉄（1964年、東映）宗太郎
- 紫右京之介　逆一文字斬り（1964年、東映）伍平
- 大殺陣（1964年、東映）星野友之丞
- 悪の紋章（1964年、東宝）松野誠太郎
- 殺人者を消せ（1964年、日活）須田透
- 敗れざるもの（1964年、日活）木崎医師
- 黒の盗賊（1964年、東映）川村甚左衛門
- 黒い海峡（1964年、日活）
- 暴れ犬（1965年、大映）土井刑事
- 冷飯とおさんとちゃん 第二話（1965年、東映）作次
- 続 網走番外地（1965年、東映）路子の夫
- 大勝負（1965年、東映）檜垣三右衛門
- 泣かせるぜ（1965年、日活）山路白鷺丸船長
- 二人の世界（1966年、日活）土屋刑事
- あばずれ（1966年、東映）速見源造
- 殿方御用心（1966年、大映）阿部圭之助
- 三等兵親分出陣（1966年、東映）井上軍医
- 可愛いくて凄い女（1966年、東映）山崎
- 五泊六日（1966年、東映）矢部正一郎
- にせ刑事（1967年、大映）川上三郎
- 喜劇 東京の田舎ッぺ（1967年、日活）赤沢剛平
- 花と果実（1967年、日活）中畑勘三
- 女の一生（1967年、松竹）長野先生
- 喜劇 ニューヨーク帰りの田舎ッペ（1967年、日活）桂一平
- 遊侠三国志 鉄火の花道（1968年、日活）和田屋勘三
- 喜劇爬虫類（1968年、松竹）露木操
- ぼん太の結婚屋 いろいろあらァな田舎ッペ（1968年、日活）椿雄造
- 女賭博師尼寺開帳（1968年、大映）大滝辰造
- ドリフターズですよ!特訓特訓また特訓（1969年、東宝）坂口先生
- 女賭博師さいころ化粧（1969年、大映）木壷の半次
- 女賭博師十番勝負（1969年、大映）広瀬留造
- 百万人の大合唱（1972年、近代放映）町村
- 湯けむり110番 いるかの大将（1972年、東宝）校長
- 絶唱（1975年、東宝・ホリ企画制作）正造
- 恋の空中ぶらんこ（1976年、東宝）江尻勝之助
- 雨のめぐり逢い（1977年、松竹・三協映画）宗方刑事
- 泥だらけの純情（1977年、東宝・ホリ企画制作）中丸刑事
- トラック野郎・故郷特急便（1979年、東映）垣内清馬
- トラブルマン 笑うと殺すゾ（1979年、東宝）細川人事部長
- 時代屋の女房（1983年、松竹）クリーニング店の今井さん
- 序の舞（1984年、東映）島村甚八
- 極道の妻たち（1986年、東映）池保造
- 星の牧場（1987年、東映）村の医者

### テレビドラマ
- 明日は日曜日（1956年、日本テレビ）（主演）
- 海の泡（1960年、KRテレビ）（主演）
- ラッキーさん（1960年、KRテレビ）若原俊平（主演）
- 切腹九人目（1959年、KRテレビ）（主演）
- 夫婦まつり（1960年、TBS）白木三吉（主演）
- おたふく物語（1962年、NHK総合）
- ここにも空が（1962年、NHK総合）（主演）
- 顔（1963年、NET）
- 正塚の婆さん（1963年、TBS）
- 虫は死ね（1963年、北海道放送） - 主人役
- ドブネズミ色の街[2]（1963年、NHK総合） - ※映像が現存する
- 七人の孫（1964年 - 1965年、TBS）
- 駐在さんは多忙（1964年、日本テレビ）（主演）
- こんなに愛して（1964年、TBS）（主演）
- 目白さんこんにちは（1964年、フジテレビ）（主演）
- 光る海（1965年、TBS）
- 風と樹と空と（1965年、日本テレビ）
- 男性諸君!（1965年、NHK総合）
- 新婚さん Uターン旅行禁止（1966年、TBS）（主演）
- 妹はまだ……?（1966年、NHK総合）
- おかあさん「克代の晴着」（1966年、TBS）（主演）
- 松本清張シリーズ「愛と空白の共謀」（1966年、関西テレビ）
- まごころ（1966年、NET）
- 泣いてたまるか（1966年、TBS）
- ろじうらの太陽（1966年、NHK総合）
- 河のほとりで（1966年、日本テレビ）
- 赤ちゃん誕生（1966年、日本テレビ）
- かわいい女（1967年、フジテレビ）
- 装いの町（1967年、NHK総合）（主演）
- 東京物語 前編・後編（1967年、フジテレビ） - 平山幸一
- 雪の城（1967年、TBS）（主演）
- ある日わたしは（1967年、日本テレビ）
- 時間の影（1967年、NHK総合）
- 続風と樹と空と（1967年、日本テレビ）
- 結婚志願（1967年、NET）
- あいつと私（1967年、日本テレビ） - 西田恵子の父
- いまに陽が昇る（1967年、NET）
- 熱帯魚（1967年、NHK総合）（主演）
- 青春をわれらに（1968年、TBS）
- フルーツポンチ3対3（1968年、NET）
- 若い川の流れ（1968年、日本テレビ）
- 泥棒育ちドロボーイ（1968年、日本テレビ）
- 喧嘩太郎（1968年、毎日放送）
- あの妓ちゃん（1968年、フジテレビ）
- 混戦模様（1969年、NHK総合）
- 死と空と（1969年、日本テレビ）
- レモンスカッシュ4対4（1969年、NET）
- 頑張れ!かあちゃん（1969年、NET）
- S・Hは恋のイニシァル（1969年、TBS）
- 風の中を行く（1969年、日本テレビ）
- 大岡越前 第1部 - 第9部（1970 - 1986年、TBS / C.A.L） - 村上源次郎
- だいこんの花（1970年、NET）
- 千葉周作 剣道まっしぐら（1970年、TBS）- 荒尾宮内
- 泣かないで!かあちゃん（1970年、NET）
- 水戸黄門（TBS / C.A.L）
  - 第2部 第20話「喧嘩買います -木曽福島-」（1971年2月8日） - 平四郎
  - 第14部 第19話「悪を懲らした喧嘩友達 -会津-」（1984年3月5日） - 黒川孫兵衛
- おひかえあそばせ（1971年、日本テレビ） - 池西猪太郎
- 火曜日の女シリーズ（日本テレビ）
  - 「幻の女」（1971年）
  - 「明日に喪服を」（1973年）
- 軍兵衛目安箱（1971年、NET）
- 涙の河をふり返れ〜艶歌より（1971年、読売テレビ）
- ある恋人たち（1971年・日本テレビ）
- 鬼平犯科帳'71 第23話「泥鰌の和助始末」 - 泥鰌の和助
- 銭形平次（フジテレビ / 東映）
  - 第256話「辻占せんべい」（1971年） - 亀八
  - 第699話「遠い日の父」（1979年） - 嘉助
- パパと呼ばないで（1972年 - 1973年、日本テレビ） - 井上精太郎
- 新・だいこんの花（1972年、NET）
- 雑居時代（1973年 - 1974年、日本テレビ）- 栗山信
- 明日に喪服を（1973年、日本テレビ）
- 春ですもの（1973年、フジテレビ）
- 江戸を斬る（TBS / C.A.L）
  - 梓右近隠密帳（1973年 - 1974年） - 仏の長兵衛
  - II 第2話「勇気ある決断」（1975年11月17日） - 中山伝右衛門
  - III  第12話「殴られた水戸烈公」 - 第13話「金四郎の結婚」（1977年4月4日・11日） - 中山伝右衛門
- だいこんの花 第4部（1974年、NET）
- どてかぼちゃ（1975年、NET）
- TOKYO DETECTIVE 二人の事件簿（1975年、NET） - 島中刑事
- 山盛り食堂（1975年、日本テレビ）
- おふくろさん（1975年、日本テレビ）
- 七色とんがらし （1976年、NET） - ヤス
- 赤い衝撃（1976年 - 1977年、TBS） - 神田兵吉
- 玉ねぎ横丁の花嫁さん（1976年、テレビ朝日） - 源太郎
- それぞれの出発（1976年、関西テレビ）（主演）
- 野菊の墓（1977年、テレビ朝日）
- 新幹線公安官（1977年 - 1978年、テレビ朝日） - 桐山俊作
- だいこんの花 第5部（1977年、テレビ朝日）
- かあさんの嘘（1977年、テレビ朝日）
- 他殺岬 父よ愛児が殺された!（1977年・テレビ朝日）
- 消えた巨人軍（1978年、日本テレビ）
- パパの結婚（1978年、日本テレビ）
- 敵か?味方か3対3（1978年、テレビ朝日）
- 疾風同心（1978年、東京12チャンネル） - 村瀬源兵衛
- おはなちゃん繁昌記 第1話（1978年、テレビ朝日） - 森源太夫
- 明日の刑事 第79話「刑事課長が見た地獄」（1979年、大映テレビ / TBS）
- 鉄道公安官（1979年、テレビ朝日）
- 土曜ワイド劇場「女弁護士 朝吹里矢子」（1979年、テレビ朝日）
- 天山先生本日も多忙（1979年、テレビ朝日）
- 八丁堀暴れ軍団（1979年、東京12チャンネル） - 村瀬源兵衛
- 男涙の子守唄〜34歳の新人歌手（1980年、関西テレビ）
- 愛さずにはいられない（1980年、NHK総合）
- 恐怖!パニック!!人喰熊 史上最大の惨劇 羆嵐（1980年、日本テレビ）
- 斬り捨て御免! 第1シリーズ 第4話「三十六番所にお指図無用」（1980年、東京12チャンネル） - 村井良石
- 思い違い（1981年、TBS）
- おんなの家 その11（1981年、TBS）
- 日本のおんなシリーズII 春の島の女（1981年、フジテレビ）
- 北方領土返還キャンペーンドラマ「故郷」（1982年、北海道放送）
- 結婚（1982年、TBS）
- ゴールデンワイド劇場「モンタージュ写真の謎」（1982年、テレビ朝日）
- 銀河テレビ小説 北航路（1982年、NHK総合）
- ああ離婚（1982年、TBS）
- 偽造の太陽（1982年、TBS）
- 逆転法廷 私は殺される!（1982年、テレビ朝日）
- 土曜ワイド劇場「松本清張の駅路」（1982年、テレビ朝日）
- おりんさん（1983年、東海テレビ）
- みんな大好き!（1983年、日本テレビ）
- 重婚（1983年、日本テレビ）
- パパになりたかった犬（1984年、日本テレビ）
- 嫁と姑・泥沼のたたかい（1984年、日本テレビ）
- 特捜最前線 第372話「老刑事スニーカーを履く!」（1984年、テレビ朝日 / 東映） - 古瀬警部補
- 寝ぼけ署長 第6話「初春一番船出の朝に」（1985年、関西テレビ）
- ガンコおやじに敬礼!（1985年、TBS）
- 啜り泣く石（1984年、TBS） - 井崎兵助
- 太陽にほえろ! 第632話「恐ろしい」（1985年、日本テレビ / 東宝） - 田口テツオ
- 月曜ワイド劇場「酔いどれカラオケ女医者」（1985年、テレビ朝日）
- 24時間テレビドラマスペシャル「いつかある日」（1985年、日本テレビ）（主演）
- 奇妙な同居人（1986年、TBS）
- 花嫁（1986年、TBS）
- ドラマ女の手記「定年ともだち・夢のチーズケーキ」（1986年、テレビ東京）（主演）
- 大河ドラマ（NHK総合）
  - いのち（1986年） - 工藤清吉
  - 春日局（1989年） - 稲葉一鉄 ※遺作
- 白の処刑（1986年、テレビ朝日）
- 恋はハイホー!（1987年、日本テレビ）
- 森繁久彌の七人の孫（1987年、TBS）
- 忠臣蔵・女たち・愛（1987年、TBS年末時代劇スペシャル） - 吉田忠左衛門
- ザ・スクールコップ （1988年、フジテレビ / 大映テレビ）
- 火曜サスペンス劇場「名無しの探偵シリーズ(4) 愛の死角」（1988年、日本テレビ / スタッフアズバーズ）
- 吉野物語（1988年10月 - 1989年3月、読売テレビ）
- 土曜ドラマスペシャル「嫉妬のウエディングドレス」（1988年、TBS） - 刑事
- 木曜ゴールデンドラマ「マルタの女II」（1989年、読売テレビ）

### その他のテレビ番組
- ジェスチャー（NHK総合）
- 第18回思い出のメロディー（NHK総合・ラジオ第1）

### CM
- 養命酒
- トヨタ自動車『パブリカ』（1964年）
- ギンビス
- 次島

## 受賞歴
- 勲四等瑞宝章。